# Mercat de Camden

## Introducció
El mercat de Camden és un conjunt de mercats repartits al llarg de Chalk Farm Road i Camden High Street al barri de Camden de Londres, al nord-est del Regent's Canal. Es distribueix al llarg de les aigües del canal per una sèrie d'arcs pertanyents a unes antigues instal·lacions ferroviàries.
Fundat el 1975, és un dels mercats més antics d'artesania de Londres. Actualment l'oferta de productes és molt àmplia amb molts petits mercats. Cada un d'ells té el seu encant encara que el més famós és el Stables Market, situat en un antic hospital veterinari per a cavalls i la principal especialitat del qual són les antiguitats i els elements decoratius.
El mercat de Camden és una de les zones més populars de la capital britànica i cada setmana el visiten unes 250.000 persones. També hi ha moltes parades amb menjar, amb una varietat amplíssima de cuines com l'índia, japonesa, xinesa o mexicana.

## Història.
El seu origen data d'un petit mercat local de productes alimentaris que operava a Inverness Street, a Camden Town, des de principis del segle xx. El 30 de març de 1974, el petit mercat setmanal d'artesania que operava tots els diumenges a la zona es va convertir en un gran complex de mercats. Els mercats, originalment només llocs temporals, es van estendre a una barreja de paradetes i locals fixos.
El 9 de febrer de 2008 s'hi va declarar un incendi que va calcinar una part del mercat.
Per a mitjans de 2013, tots els llocs originals havien desaparegut, i eren reemplaçats per llocs similars als d'altres mercats, inclòs el menjar ràpid.

## Galeria d'imatges

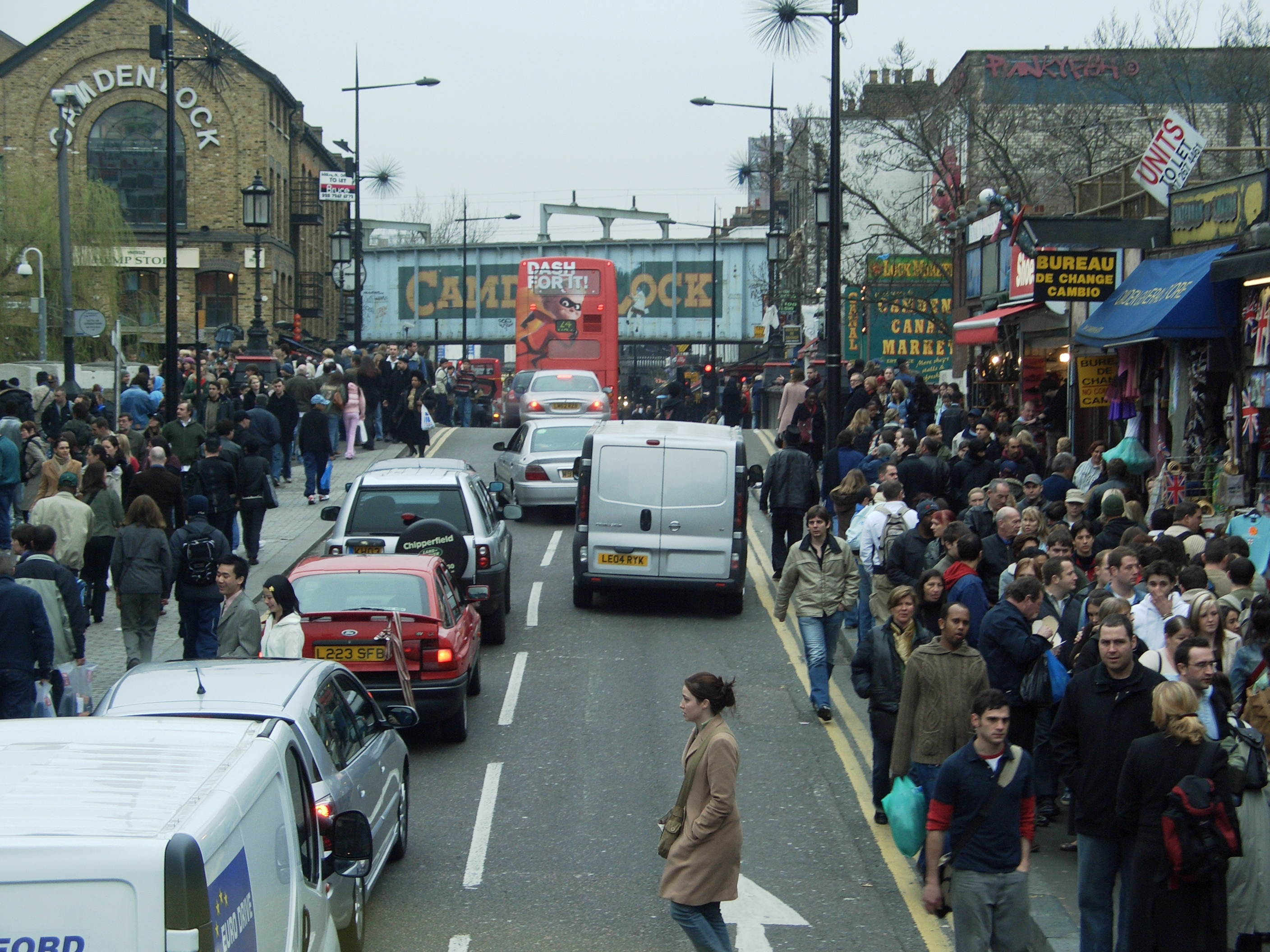
El pont ferroviari amb el nom del mercat
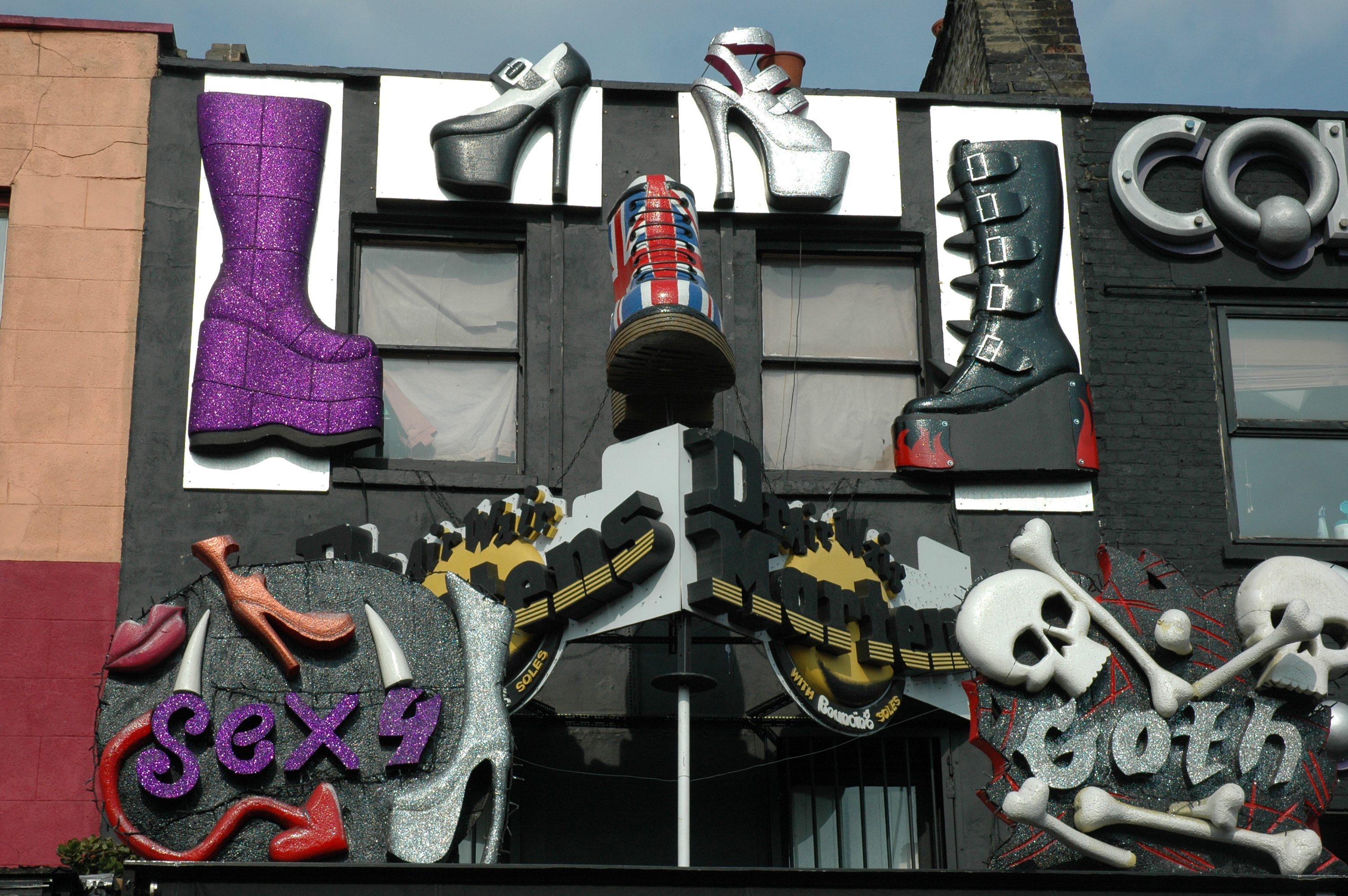
Botiga a Camden
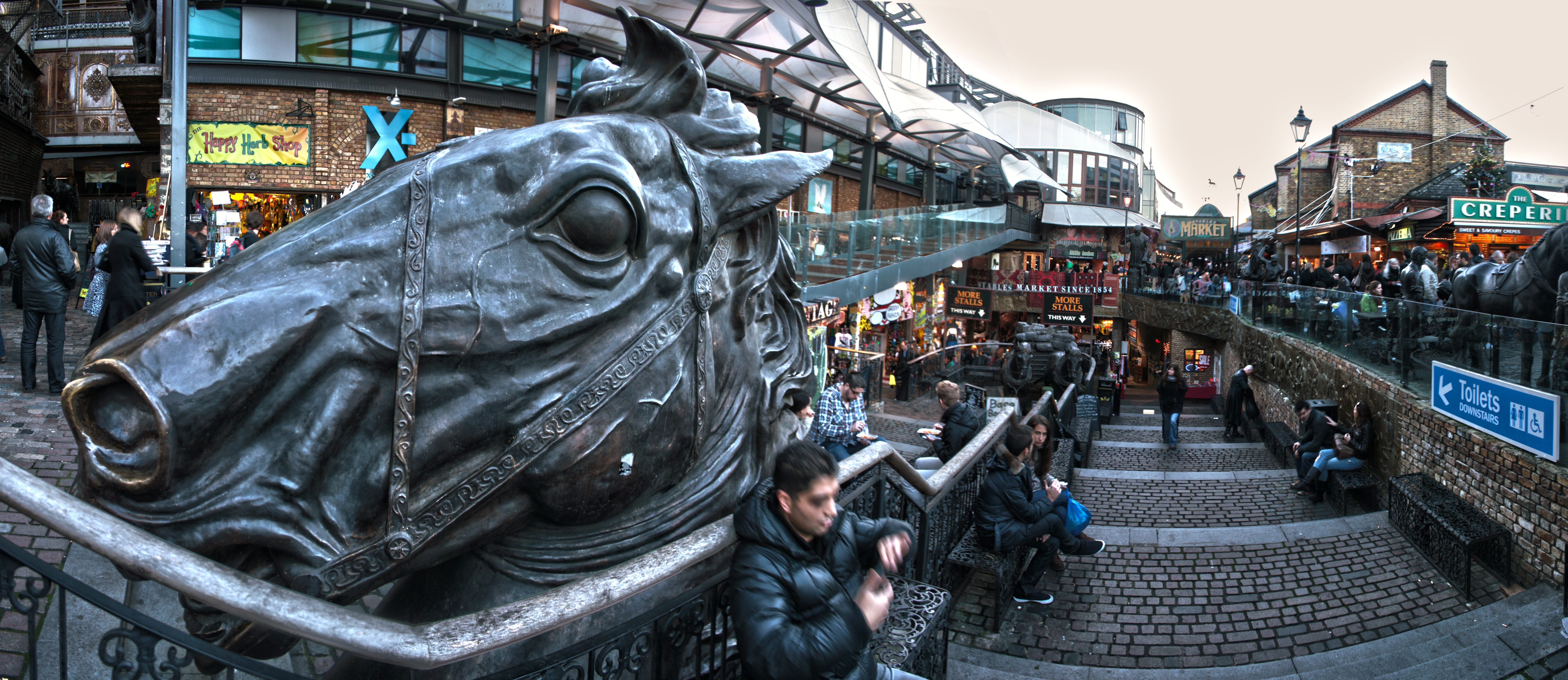
Camden Lock Market
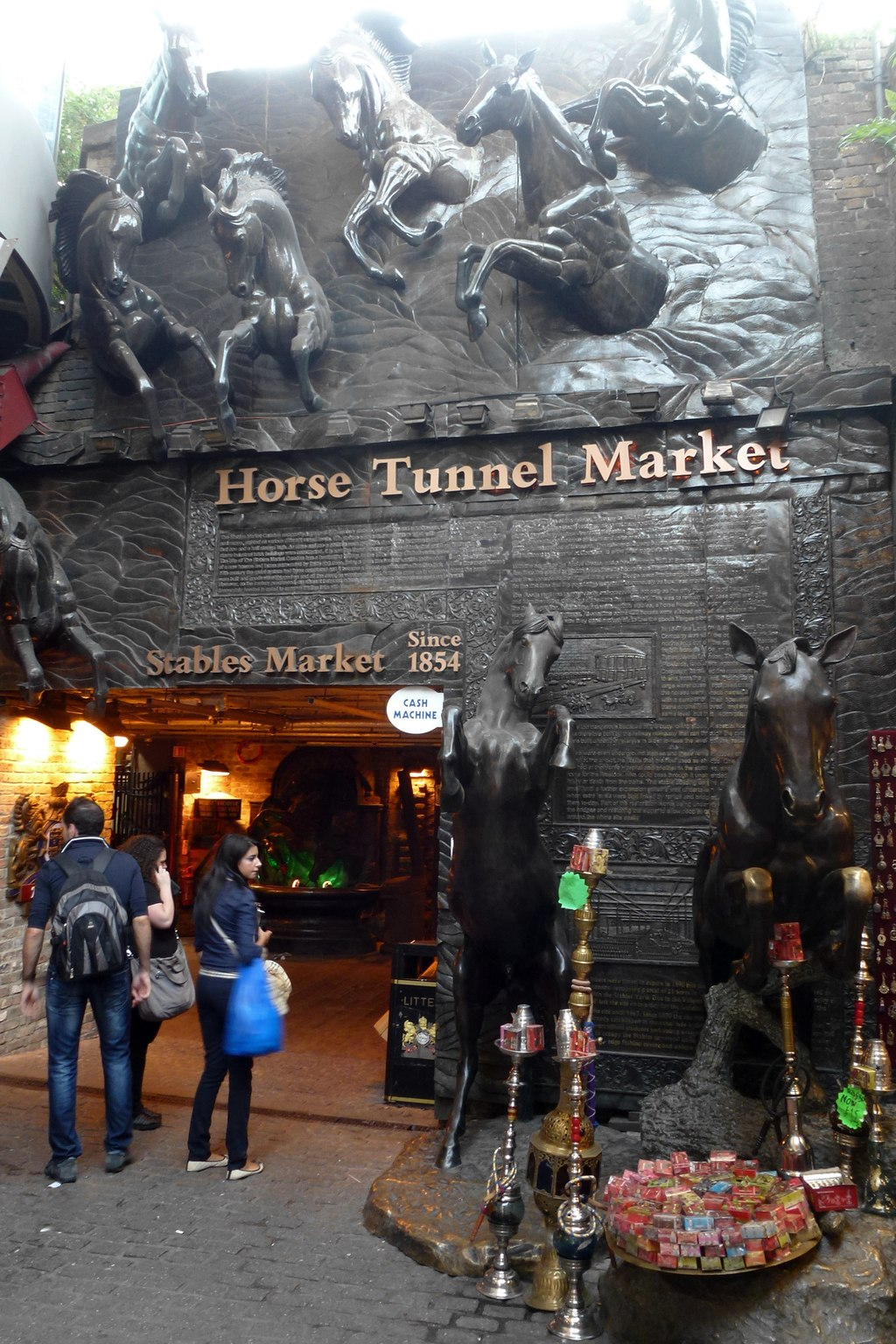
Horse Tunnel Market, Agost 2012